# Has Anybody Seen My Gal?
Has Anybody Seen My Gal? – amerykańska komedia filmowa z 1952 roku w reżyserii Douglasa Sirka. Gwiazdami filmu byli Piper Laurie i Rock Hudson, a w jednej ze swoich pierwszych ról epizod odegrał James Dean.